# Pharotis imogene
Pharotis imogene (Thomas, 1914) è un pipistrello della famiglia dei Vespertilionidi, unica specie del genere Pharotis (Thomas, 1914), endemico della Nuova Guinea.

## Descrizione

### Dimensioni
Pipistrello di piccole dimensioni, con la lunghezza della testa e del corpo tra 43,1 e 50 mm, la lunghezza dell'avambraccio tra 37,5 e 39,6 mm, la lunghezza della coda tra 42 e 44,2 mm, la lunghezza del piede tra 7,8 e 9,4 mm, la lunghezza delle orecchie tra 23,4 e 25 mm e un peso fino a 7,7 g.

### Caratteristiche craniche e dentarie
Il cranio è grande, liscio e arrotondato, senza creste. Il rostro è molto corto. La regione inter-orbitale è molto larga, con i bordi arrotondati. La bolla timpanica è di dimensioni normali. Il palato è accorciato. I canini sono relativamente più grandi rispetto a quelli del genere Nyctophilus, mentre gli incisivi superiori sono procombenti ed angolati.
Sono caratterizzati dalla seguente formula dentaria:

### Aspetto
Il colore generale del corpo è marrone scuro. Il muso è tronco e completamente privo di peli tra le narici, gli occhi sono moderatamente grandi e sporgenti. È presente una foglietta triangolare sopra le narici con il margine superiore convesso e una protuberanza posteriore più alta con una concavità anteriore. Le orecchie sono molto grandi, larghe, triangolari con la punta smussata e unite tra loro alla base da una banda ben sviluppata cosparsa di peli. Il trago è lungo, si restringe verso l'estremità arrotondata ed è provvisto di un particolare lobo ispessito posto a metà del bordo anteriore. Le membrane alari sono completamente brunastre e prive di peluria. Il calcar è lungo e robusto. La coda è lunga ed inclusa completamente nell'ampio uropatagio.

## Biologia

### Comportamento
Probabilmente vive in colonie. Non è noto se si rifugia all'interno di alberi o in grotte.

### Alimentazione
In accordo alle somiglianze morfologiche con il genere Nyctophilus, anche questa specie potrebbe nutrirsi di insetti con l'esoscheletro duro, come gli scarafaggi.

## Distribuzione e habitat
Questa specie è conosciuta soltanto attraverso 45 femmine catturate nel 1890 da Lamberto Loria presso Kamali ed una femmina catturata nel 2012 presso il villaggio di Oio, entrambe le località nella Provincia centrale di Papua Nuova Guinea
Vive in boschi di sclerofillo fino a 100 metri di altitudine.

## Conservazione
La IUCN Red List classifica P.imogene come specie in grave pericolo (CR), poiché se questa specie ancora esiste, la sua popolazione è notevolmente ridotta e il suo areale è soggetto ad un continuo declino nell'estensione e nella qualità del proprio habitat.
La Società Zoologica di Londra, in base ad alcuni criteri evolutivi e demografici, la considera una delle 100 specie di mammiferi a maggior rischio di estinzione.
Il recente ritrovamento di un individuo vivente cancella l'ipotesi che questa specie si sia estinta.